# 安吉亞區
6°20′30″S 78°36′17″W / 6.3417°S 78.6046°W
安吉亞區（西班牙語：Distrito de Anguía），是秘魯的一個區，位於該國北部卡哈馬卡大區的喬塔省，始建於1933年10月16日，面積123平方公里，海拔高度2,400米，2005年人口4,542，人口密度每平方公里37人。